# One Wish (Roxette-låt)
One Wish, skriven av Per Gessle, är den första singeln från den svenska popduon Roxettes album "Roxette Hits" från 2006. Den blev deras första släpp sedan 2003. Per Gessle beskrev sången som en upptempoduett. De presenterade singeln den 18 september 2006, då Per Gessle kom till Rix FM:s radiostudio i morgonprogrammet Rix Morronzoo, som sänder mellan klockan 06.00 och 10.00, och personligen överlämnade singeln. Sändningarna följdes främst av lyssnare i Sverige, men även andra länder, till exempel de i Sydamerika. Per Gessle skickade en hälsning på spanska till den stora sydamerikanska lyssnarskaran. Runt 08.15 spelades "One Wish", som är en hyllningssång till Roxettes 20-årsjubileum. Den 4 oktober 2006 släpptes singeln på 4 CD.
"One Wish" testades på den svenska hitlistan "Svensktoppen", där den debuterade den 15 oktober 2006 genom att komma in på fjärde plats. Svensktoppsbesöket varade totalt i fyra veckor, med en tredjeplats den 22 oktober 2006 som bästa resultat där innan låten lämnade listan.

## Låtlista

### CD-singel
1. "One Wish"
2. "The Rox Medley"

### Maxisingel
1. "One Wish"
2. "The Rox Medley"
3. "It Must Have Been Love (Christmas for the Broken Hearted)"
4. "Turn To Me"

## Listplaceringar
| Lista (2006-2007) | Position |
| ----------------- | -------- |
| Finland           | 5        |
| Nederländerna     | 96       |
| Schweiz           | 56       |
| Spanien           | 3        |
| Sverige           | 2        |
| Österrike         | 56       |

### Fotnoter
1. ↑  ”Roxette”. Arkiverad från originalet den 16 oktober 2011. https://web.archive.org/web/20111016201530/http://roxette.se/discography.php?show=release&id=11. Läst 22 maj 2011.
2. ↑  ”Svensktoppen”. 15 oktober 2006. http://sverigesradio.se/sida/topplista.aspx?programid=2023&date=2006-10-15. Läst 22 maj 2011.
3. ↑  ”Svensktoppen”. 5 november 2006. http://sverigesradio.se/sida/topplista.aspx?programid=2023&date=2006-11-05. Läst 22 maj 2011.
4. ↑  ”Svensktoppen”. 22 oktober 2006. http://sverigesradio.se/sida/topplista.aspx?programid=2023&date=2006-10-22. Läst 22 maj 2011.
5. ↑  ”Svensktoppen”. 12 november 2006. http://sverigesradio.se/sida/topplista.aspx?programid=2023&date=2006-11-12. Läst 22 maj 2011.
6. ↑  ”Listplacering”. http://finnishcharts.com/showitem.asp?interpret=Roxette&titel=One+Wish&cat=s. Läst 22 maj 2011.
7. ↑  ”Listplacering”. http://dutchcharts.nl/showitem.asp?interpret=Roxette&titel=One+Wish&cat=s. Läst 22 maj 2011.
8. ↑  ”Listplacering”. http://hitparade.ch/showitem.asp?interpret=Roxette&titel=One+Wish&cat=s. Läst 22 maj 2011.
9. ↑  ”Listplacering”. http://spanishcharts.com/showitem.asp?interpret=Roxette&titel=One+Wish&cat=s. Läst 22 maj 2011.
10. ↑  ”Listplacering”. http://swedishcharts.com/showitem.asp?interpret=Roxette&titel=One+Wish&cat=s. Läst 22 maj 2011.
11. ↑  ”Listplacering”. http://austriancharts.at/showitem.asp?interpret=Roxette&titel=One+Wish&cat=s. Läst 22 maj 2011.